# Bathybiaster
Genre
Synonymes
- Ilyaster Danielssen & Koren, 1883[1]
- Phoxaster Sladen, 1889[1]

Bathybiaster est un genre d'étoiles de mer de la famille des Astropectinidae.

## Liste d'espèces
Selon World Register of Marine Species (9 mars 2021) :
- Bathybiaster loripes Sladen, 1889 -- Antarctique
- Bathybiaster vexillifer (W. Thomson, 1873) -- Atlantique nord

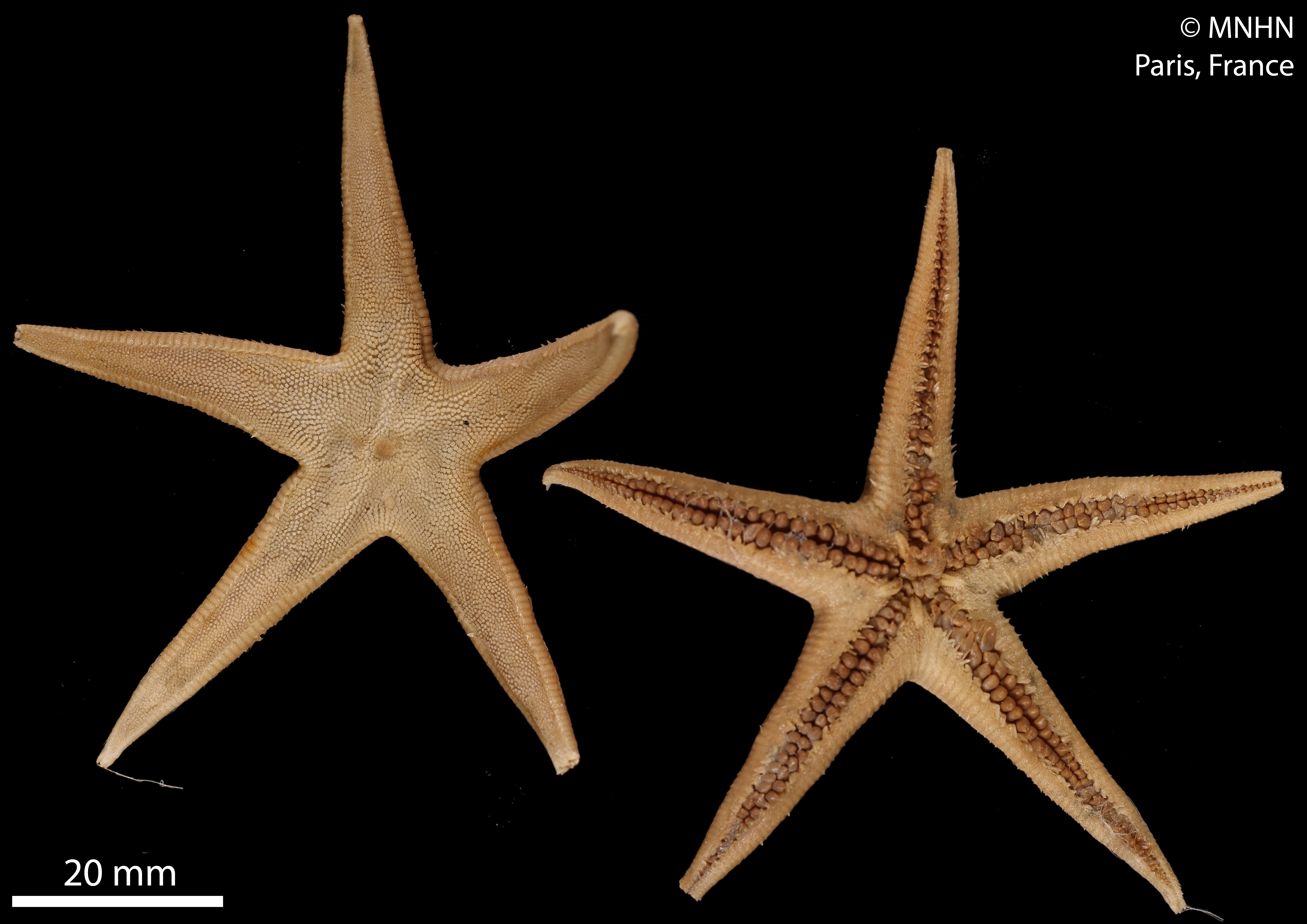
Bathybiaster loripes.
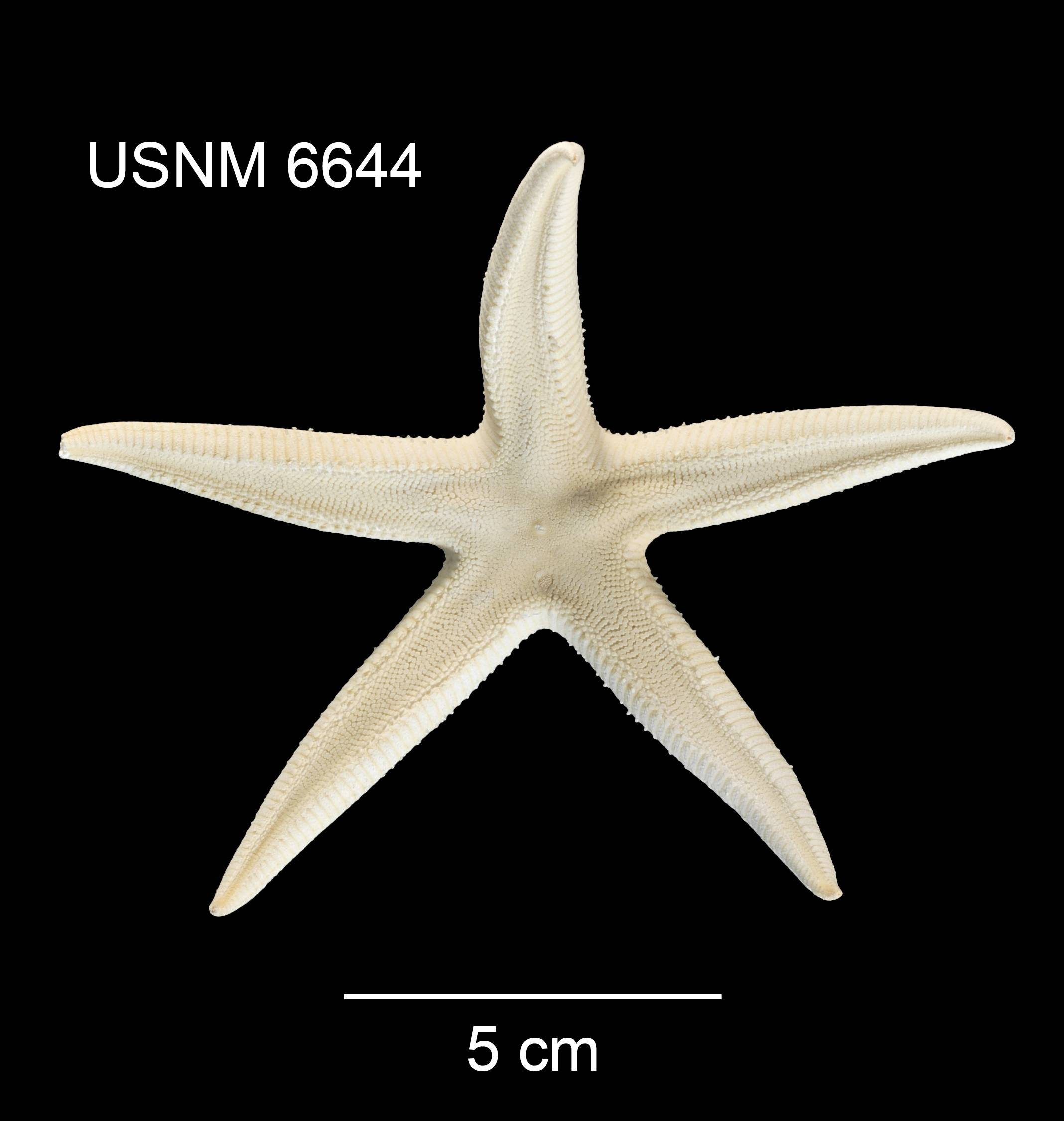
Bathybiaster vexillifer.